# Nossa Senhora do Monte (Brava)
Nossa Senhora do Monte é uma freguesia de Cabo Verde. Pertence ao concelho e ilha Brava. A sua área coincide com a Paróquia de Nossa Senhora do Monte.